# Angels & Airwaves
Angels & Airwaves (även kända som "AVA") är ett amerikanskt alternativrockband som startades av sångaren/gitarristen i Blink-182, Tom DeLonge. Gruppen har totalt gjort fem album. Gruppen första album, We Don't Need to Whisper, släpptes 2006.

## Historia

### We Don't Need to Whisper(2005–2007)
Tom DeLonge började arbeta på debutalbumet, We Don't Need to Whisper, kort efter Blink-182s uppehåll startade i februari 2005. På grund av ryktena om bandets "indefinitiva uppehåll" valde DeLonge att avstå från intervjuer om frågan eller hans framtida planer i ett halvår. I stället koncentrerade han sig på att skriva och spela in i sina hemmastudio. I september 2005 pratade han med tidningen Kerrang! där han avslöjades namnet på hans nya band - "Angels & Airwaves".
Angels & Airwaves släppte sin första singel, "The Adventure", efter att ett fan hackade sig in på Toms mejlkonto och stal fem demolåtar. "The Adventure" läcktes till radiostationer och resulterade i att bandet släppte den 18 maj 2006. Hela albumet, We Don't Need to Whisper, släpptes några dagar senare den 23 maj 2006. Albumet nådde en fjärdeplacering på Billboard 200 och sålde guld
23 april 2007 bekräftades det att Ryan Sinn (basist) inte skulle spela under Free Earth Day på MIT till följd av problem inom bandet. Efter incidenten skrev Sinn den 15 maj på Army of Angels (bandets fanclub) att "han inte längre var en del av Angels & Airwaves". Matt Wachter (tidigare basist i 30 Seconds to Mars) spelade under konserten och bekräftades senare som en permanent medlem.

### I-EmpireochStart the Machine(2007–2008)
Tom DeLonge avslöjades i en intervju med Kerrang! att det nya albumet skulle heta I-Empire och att det skulle släppas på Universal/Island Records. Han berättade att det nya albumet skulle vara mer avskalat till skillnad från det tidigare albumet, We Don't Need to Whisper, som innehöll mycket effekter. DeLonge avslöjade även att albumet skulle innehålla 12 spår, bland annat "Star of Bethlehem", somspelades in 2006 och även var med på kaliforniska radiostationen KROQ:s julskiva 2006. I-Empire debuterade på en niondeplats på Billboard 200 med 66 000 sålda exemplar första veckan. Den nådde även förstaplatsen på Itunes albumtopplista. Den första singeln från albumet, "Everything's Magic", läckte ut på internet 25 augusti 2007 och blev den mest efterfrågade låten på KROQ.
Den 17 juni 2008 släppte bandet en dokumentär om deras tillkomst kallad Start the Machine.
Angels & Airwaves spelade på alla platser under festivalen Warped Tour 2008. De var även förband till Weezer under hösten 2008.

### LOVEochLOVE: Part Two(2009–2011)
I januari 2009 gick bandet återigen in i studio för att börja arbetet med deras tredje album, LOVE. Albumet släpptes på Alla hjärtans dag 2010.
På Alla hjärtans dag 2011 släpptes en uppföljare till LOVE med namnet LOVE: Part Two. I samband med albumet släppte bandet en science fiction-långfilm med namnet Love i februari 2011. 
I oktober 2011 gick trummisen Ilan Rubin med i bandet, och ersatte därmed Atom Willard.

### Dream Walker(2013– )
Den 31 oktober 2013 släppte bandet sitt femte album, Dream Walker. Under sommaren 2014 lämnade David Kennedy och Matt Wachter bandet. I december 2014 släppte bandet en animerad kortfilm, Poet Anderson: The Dream Walker.

## Sidoprojekt
Tidigare har de olika medlemmarna i Blink-182 haft andra sidoprojekt, trummisen Travis Barker och Tom DeLonge hade ett tag sidoprojektet Box Car Racer som bara hann släppa en skiva och göra en turné med några få spelningar. Detta sidoprojekt var en av de faktorer som faktiskt låg bakom splittringen av Blink-182. Efter splittringen startade Mark Hoppus och Travis Barker bandet +44, som är mer likt Blink-182 i sin musikstil än vad Angels & Airwaves är.

## Medlemmar
Nuvarande medlemmar
- Tom DeLonge – sång, gitarr, keyboard, synthesizer (2005– ), basgitarr (2014–2018, 2019– )
- Ilan Rubin – trummor, percussion, bakgrundssång (2011– ), keyboard, gitarr, basgitarr (2014– )
- David Kennedy – gitarr, keyboard, synthesizer, bakgrundssång (2005–2014, 2018– )

Tidigare medlemmar
- Ryan Sinn – basgitarr, bakgrundssång (2005–2007)
- Adam "Atom" Willard – trummor, percussion (2005–2011)
- Matt Wachter – basgitarr, synthesizer, bakgrundssång (2007–2014, 2018–2019)
- Eddie Breckenridge – basgitarr (2014)

## Diskografi
Studioalbum
- We Don't Need To Whisper (2006)
- I-Empire (2007)
- LOVE (2010)
- LOVE: Part Two (2011)
- Dream Walker (2014)

EP
- Stomping the Phantom Brake Pedal (2012)
- ...Of Nightmares (2015)
- Chasing Shadows (2016)
- We Don't Need to Whisper Acoustic (2017)

Singlar (urval)
- "The Adventure" (US Alt. #5) (2006)
- "Do It for Me Now" (US Alt. #21) (2006)
- "The War" (US Alt. #19) (2006)
- "Everything's Magic" (US Alt. #11) (2007)
- "Secret Crowds" (US Alt. #32) (2008)
- "Surrender" (US Alt. #35) (2011)
- "Rebel Girl" (US Alt. #31) (2019)